# Luis Vicente Díaz Martín
Luis Vicente Díaz Martín (1946 - 5 de marzo de 2000), fue un catedrático de Historia Medieval de la Universidad de Valladolid y un destacado especialista en el reinado de Pedro I de Castilla.

## Biografía
Nació en 1946, y se licenció y doctoró en Historia en la Universidad de Valladolid con una tesis doctoral dirigida por el célebre medievalista Luis Suárez Fernández y titulada Itinerario de Pedro I de Castilla. Estudio y regesta, que fue publicada en 1975 por el Secretariado de Publicaciones de la Universidad de Valladolid.
En el curso de 1968-1969 comenzó su carrera docente como profesor Ayudante en el Departamento de Historia Medieval de la Universidad de Valladolid, y varios años después, en 1975, consiguió por oposición la plaza de Profesor Adjunto del Departamento de Historia Medieval de la mencionada universidad, que fue el cargo que ejerció de manera ininterrumpida hasta su muerte.
Falleció súbitamente el día 5 de marzo de 2000 a la edad de cincuenta y cuatro años y cuando se encontraba, según algunos autores, en la época «más fructífera de toda su vida académica».

## Obras
- Los oficiales de Pedro I de Castilla (2ª edición). Valladolid: Secretariado de Publicaciones de la Universidad de Valladolid. 1987. ISBN 978-84-7762-010-5.

- Consejería de Educación y Cultura de la Junta de Castilla y León, ed. (1997). Colección documental de Pedro I de Castilla, 1350-1369. Con la colaboración de Caja Duero (1ª edición). Salamanca: Gráficas Varona. ISBN 978-84-7846-683-2.

- Pedro I el Cruel (2ª edición). Gijón: Ediciones Trea S.L. 2007. ISBN 978-84-9704-274-1.